# Muntanyes Chugach
Les muntanyes Chugach  (en anglès: Chugach Mountains) del sud d'Alaska són la serralada de més al nord de les diverses que formen les serralades de la costa del Pacífic del límit oest d'Amèrica del Nord. Aquesta serralada fa uns 500 km de llarg, disposades generalment d'est a oest. El seu punt més alt és Mont Marcus Baker de 4.016 m d'altitud, però la majoria dels seus cims no són especialment alts. Tanmateix la seva posició al llarg del Golf d'Alaska assegura més neu en les muntanyes Chugach que enlloc de la Terra; la seva mitjana de neu anual està per sobre dels 15 metres.
Aquestes muntanyes estan protegides pel Parc Estatal de Chugach (Chugach State Park) i el Bosc Nacional Chugach (Chugach National Forest). Estan prop de la ciutat d'Anchorage, i són una destinació popular per activitats a l'aire lliure. S'hi celebra anualment un campionat d'esquí extrem (World Extreme Skiing Championship) prop de la ciutat de Valdez.
El nom "Chugach" prové del nom tribal inuit Chugachmiut registrat ja pels russos el capità estatunidenc W. R. Abercrombie el va transliterar com "Chugatch" i el va aplicar a les muntanyes.

## Cims principals
- Mont Marcus Baker (4.016 m)
- Mont Thor (3.734 m)
- Mont Stellwedfder (3.236 m)
- Mont Michelson (2.652 m)